# Алендін
Алендін (ісп. Alhendín) — муніципалітет в Іспанії, у складі автономної спільноти Андалусія, у провінції Гранада. Населення — 6934 особи (2010).
Муніципалітет розташований на відстані близько 370 км на південь від Мадрида, 8 км на південний захід від Гранади.

## Демографія
Динаміка населення (INE ):

## Галерея зображень

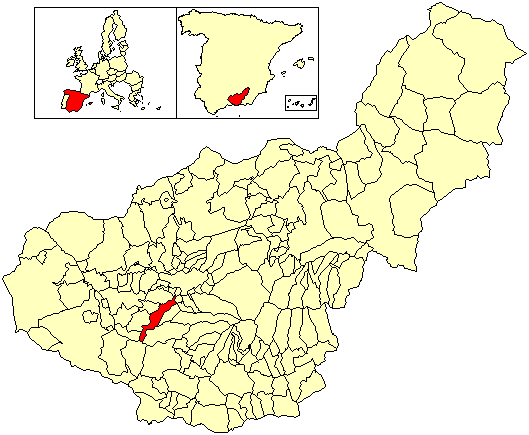
Розташування муніципалітету Алендін у провінції Гранада